# Willem Ards
Willem Ards (Aerts, Arnts) war ein südniederländischer Bildschnitzer, der in Brüssel (1415/1453) und in Löwen tätig war. Möglicherweise ist er mit dem Guillaume Anns identisch, von dem urkundlich belegt ist, dass er 1441 im Auftrag Philipps des Guten in Dijon guten Alabaster erwerben sollte.

## Leben
Im Jahre 1415 wird ein „Willem Aerts“ von der in Brüssel befindlichen Zunft der „Vier-Gekrönten“ genannt. Ed. Van Even berichtete über ihn, dass er in Brüssel geborene wurde und in den Jahren 1441 bis 1454 als Bildhauer arbeitete. In einem Schriftstück aus dem Jahr 1453 wurde er nach Even wie folgt erwähnt:

« Guillaume Ards, tailleur d’images, natif de Bruxelles, habitant la ville de Louvain. »

„William Ards, Bildschneider, gebürtig aus Brüssel, wohnhaft in der Stadt Löwen“

Philipp der Gute betraute ihn 1441 gemeinsam mit den flämischen Bildhauern Jean de Cornike und Antoine Clerembault mit der Suche nach Alabaster, der für das Mausoleum benötigt wurde, das er zum Gedenken an seinen Vater Johann Ohnefurcht in der Chartreuse de Champmol errichten ließ. Im Folgejahr wurde diesen drei Künstlern für die erfolgreiche Suche eine Summe von 600 Livres ausgezahlt.
Ards ließ sich 1449 in Löwen nieder und schuf im Rathaus die Schnitzereien der Tragbalken im großen Raum im Erdgeschoss und auf der Marktseite im großen Saal im ersten Stock. Sie zeigen Szenen aus dem Alten Testament. „Stilistisch und ikonographisch sind Verbindungen“ zum Passionsretabel (St. Katharina, Schwäbisch Hall) belegt. Dieses entstand 1440/1507 in Brüssel. Eine Statue der Heiligen Jungfrau, die im Eingang des Rathauses aufgestellt wurde, stammte ebenfalls von Ards. Er fertigte 1453 ein „Saint Sépulchre“ aus elf Eichenstatuen für die Krypta der Kirche Notre-Dame de Gembloux (Liebfrauenkirche), die von dem Maler Rodolphe van Velpe († 1478) mit Farben versehen wurden.